# Nakasong
Ban Nakasong (auch Nakasang) ist ein Dorf im Süden von Laos, Provinz Champasak, Distrikt Khong, am östlichen Mekongufer. Der Ort liegt im mittleren bzw. südlichen Abschnitt des Gebietes Si Phan Don (viertausend Inseln), verfügt über einen Markt und ist vor allem als Fährhafen für die südlicher gelegenen Inseln Don Det und Don Khon von Bedeutung.
Durch eine Stichstraße ist Ban Nakasong mit der weiter nordöstlich verlaufenden Nationalstraße 13 verbunden. Der Ort liegt auf halbem Weg zwischen Khong und der kambodschanischen Grenze, die beide etwa 15 km entfernt sind. Nächste Orte sind im Norden Khinak, im Südosten Set Tai und Thakho.